# Speranza
Speranza är ett släkte av fjärilar. Speranza ingår i familjen mätare.